# Gully Bay
Die Gully Bay (englisch für Rinnenbucht) ist eine kleine Bucht an der Westküste der antarktischen Ross-Insel. Sie liegt unweit des Kap Evans.
Teilnehmer der Terra-Nova-Expedition (1910–1913) unter der Leitung des britischen Polarforschers Robert Falcon Scott benannten sie deskriptiv.